# 4-es busz (Miskolc)
A miskolci 4-es buszjárat a Búza tér és Görömböly településrész kapcsolatát látja el hétköznap csuklós, hétvégén legalább egy szólóbusszal. A járat 2007. január 1. óta hétvégenként 30 percenként jár.

## Története
- 1951–1954: Forgó-híd – Görömböly
- 1954–1960-as évek: Stromfeld laktanya – Görömböly
- 1960-as évektől: Búza tér – Görömböly

A két állomás közti távot 23-24 perc alatt teszi meg.

## Követési ideje
Hétköznap csúcsidőben reggel 20 percenként,völgyidőben fél óránként közlekedik.Hétvégén reggel és délelőtt korai óráiban fél óránként,többi időszakban óránként közlekedik.

## Útvonala
| Búza tér – Görömböly | Görömböly – Búza tér |
| --- | --- |
| - Búza tér - Zsolcai kapu - Soltész Nagy Kálmán utca - Csaba vezér út - Pesti út - Harsányi utca - Lavotta János utca - Erzsébet királyné útja - Bacsinszky András utca - Görömböly | - Görömböly - Bacsinszky András utca - Erzsébet királyné útja - Pesti út - Csaba vezér út - Soltész Nagy Kálmán utca - Zsolcai kapu - Búza tér |

## Megállóhelyei
| 0  | Búza tér végállomás     | 23 | 1, 3, 3A, 7, 11, 20, 20A, 20B, 24, 28, 32, 43, 44, 45, 101B Volánbusz | Búza téri távolsági és helyközi buszállomás, Belváros, Miskolc Plaza, Megyei Rendőr-főkapitányság         |
| 0  | Búza tér / Zsolcai kapu | 23 | 1, 3, 7, 32, 101B                                                     | Búza téri távolsági és helyközi buszállomás, Belváros, Miskolc Plaza, Megyei Rendőr-főkapitányság         |
| 3  | Bajcsy-Zsilinszky út    | 21 | 1, 2 1, 3, 7, 101B                                                    | Bláthy Ottó Villamosipari Technikum, Andrássy Gyula Szakközépiskola                                       |
| 5  | Vízügyi Igazgatóság     | 18 | 3, 3A, 21, 30, 31, 101B, Auchan 1                                     | Vízügyi Igazgatóság                                                                                       |
| 6  | Lévay József utca       | 15 | 30, 31                                                                | |
| 8  | Petneházy utca          | 14 | 32, 45                                                                | Szilágyi Dezső Általános Iskola                                                                           |
| 9  | Tapolcai elágazás       | 12 | 12, 14, 20, 20A, 24, 30, 32, 34, 36, 43, 44, 45                       | |
| 11 | Hejőcsabai városrész    | 10 | 14, 43, 44, 45                                                        | Hejőcsaba                                                                                                 |
| 12 | Hejőcsabai gyógyszertár | 9  | 14, 43, 44, 45                                                        | |
| 14 | Cementgyár              | 7  | 14, 43, 44, 45                                                        | Holcim Hungária Zrt.                                                                                      |
| 16 | Erzsébet királyné útja  | 5  | 43, 44, 53                                                            | Lidl áruház, Praktiker Barkácsáruház                                                                      |
| 17 | Harsányi utca           | ∫  | 43, 44, 53                                                            | Cora Bevásárlóközpont, Jysk áruház, Park Center, Sever Center, TTL áruház, Aldi áruház, Hotel Sárga Csikó |
| 19 | Lehár utca              | ∫  |                                                                       | |
| 20 | Lavotta utca            | 3  |                                                                       | Görömbölyi Általános Iskola                                                                               |
| 21 | Tégla utca              | 2  |                                                                       | Görömbölyi Közösségi Ház                                                                                  |
| 22 | Bacsinszky András utca  | 1  |                                                                       | |
| 24 | Görömböly végállomás    | 0  |                                                                       | Görömböly                                                                                                 |